# Salaparuta Syrah
Il Salaparuta Syrah è un vino a DOC che può essere prodotto nel comune di Salaparuta in provincia di Trapani.

## Vitigni con cui è consentito produrlo
- Syrah minimo 85%,
- altri vitigni a bacca nera, non aromatici, idonei alla coltivazione per la provincia di Trapani, fino ad un massimo del 15%.

## Tecniche produttive
Il Salaparuta rosso riserva deve esser invecchiato per almeno due anni (a partire dal 1º novembre dell'anno di vendemmia) di cui almeno sei mesi in recipienti di legno

## Caratteristiche organolettiche
- colore: rosso rubino intenso;
- profumo: caratteristico, intenso, fruttato;
- sapore: asciutto, caratteristico, armonico;

## Produzione
Provincia, stagione, volume in ettolitri